# Antony Valentini
Antony Valentini, britanski fizik, * 28. januar 1965, London.
Valentini je diplomiral na Univerzi v Cambridgeu in leta 1992 doktoriral iz astrofizike pod Sciamovim mentorstvom. Delal je na razširitvi Bohmove »ontološke interpretacije« kvantne mehanike. Ta bi omogočala »signalno nekrajevnost«, ki je ortodoksna kvantna mehanika ne dovoljuje. »Signalna nekrajevnost« omogoča, da se lahko kvantna prepletenost uporabi kot samostojni komunikacijski kanal brez rabe klasičnega s svetlobno hitrostjo omejenega retardiranega signala, ki bi razkril vloženo sporočilo od pošiljatelja k prejemniku. To bi bila velika revolucija v fiziki in bi bila verjetno zaradi tega kozmična teorija strun ovrgljiva po Popperju. 
Valentinovo glavno načelo je, da kvantna mehanika ni fundamentalna, ampak le opisuje statistično ravnovesno stanje, v katerem je sedaj tudi naše Vesolje.